# Cisticola
Cisticola (graszangers) is een geslacht van zangvogels uit de familie Cisticolidae. De wetenschappelijke naam van het geslacht is voor het eerst geldig gepubliceerd in 1829 door Johann Jakob Kaup. 

## Verspreiding
Bijna alle soorten van dit geslacht komen uitsluitend voor in Afrika. Uitzonderingen zijn de goudkopgraszanger (C. exilis) in het zuidoosten van Azië en de graszanger (C. juncidis) die naast Afrika ook voorkomt in Europa, Azië en Australië.

## Soorten
De volgende 53 soorten zijn bij het geslacht ingedeeld:
- Cisticola aberdare  – Aberdaregraszanger
- Cisticola aberrans  – Langstaartgraszanger
  - C. a. emini  – Steengraszanger
- Cisticola anderseni  – Witstaartgraszanger
- Cisticola angusticauda  – Taboragraszanger
- Cisticola anonymus  – Bosgraszanger
- Cisticola aridulus  – Kalaharigraszanger
- Cisticola ayresii  – Dwerggraszanger
- Cisticola bailunduensis  – Huambograszanger
- Cisticola bakerorum  – Kilomberograszanger
- Cisticola bodessa  – Borangraszanger
- Cisticola brachypterus  – Kortvleugelgraszanger
- Cisticola brunnescens  – Borstvlekgraszanger
- Cisticola bulliens  – Angolagraszanger
- Cisticola cantans  – Witbrauwgraszanger
- Cisticola carruthersi  – Papyrusgraszanger
- Cisticola cherina  – Madagaskargraszanger
- Cisticola chiniana  – Ratelgraszanger
- Cisticola chubbi  – Chubbs graszanger
- Cisticola cinereolus  – Grijze graszanger
- Cisticola cinnamomeus  – Bleekkopgraszanger
- Cisticola dambo  – Dambograszanger
- Cisticola distinctus  – Lynes' graszanger

- Cisticola erythrops  – Roodmaskergraszanger
- Cisticola exilis  – Goudkopgraszanger
- Cisticola eximius  – Pollegraszanger
- Cisticola fulvicapilla  – Bruinkopgraszanger
- Cisticola galactotes  – Zwartruggraszanger
- Cisticola guinea  – Klaaggraszanger
- Cisticola haematocephalus  – Kustgraszanger
- Cisticola haesitatus  – Socotragraszanger
- Cisticola hunteri  – Hunters graszanger
- Cisticola juncidis  – Graszanger
- Cisticola lais  – Jammergraszanger
- Cisticola lateralis  – Fluitgraszanger
- Cisticola luapula  – Luapulagraszanger
- Cisticola lugubris  – Ethiopische graszanger
- Cisticola marginatus  – Heuglins graszanger
- Cisticola melanurus  – Zwartstaartgraszanger
- Cisticola nana  – Kleine graszanger
- Cisticola natalensis  – Natalgraszanger
- Cisticola nigriloris  – Zwartteugelgraszanger
- Cisticola njombe  – Snorgraszanger
- Cisticola pipiens  – Moerasgraszanger
- Cisticola restrictus  – Tanagraszanger
- Cisticola robustus  – Grote graszanger
- Cisticola ruficeps  – Roodkopgraszanger
- Cisticola rufilatus  – Roodstaartgraszanger
- Cisticola rufus  – Rosse graszanger
- Cisticola subruficapilla  – Rotsgraszanger
- Cisticola textrix  – Tinktinkgraszanger
- Cisticola tinniens  – Valleigraszanger
- Cisticola troglodytes  – Vosgraszanger
- Cisticola woosnami  – Miombograszanger